# Israel en los Juegos Europeos
Israel en los Juegos Europeos está representado por el Comité Olímpico de Israel, miembro de los Comités Olímpicos Europeos. Ha obtenido un total de 19 medallas: 6 de oro, 8 de plata y 10 de bronce.

## Medalleros

### Por edición
| Evento        | Oro | Plata | Bronce | Total |
| ------------- | --- | ----- | ------ | ----- |
| Bakú 2015     | 2   | 4     | 6      | 12    |
| Minsk 2019    | 3   | 3     | 1      | 7     |
| Cracovia 2023 | 1   | 1     | 3      | 5     |
| TOTAL         | 6   | 8     | 10     | 24    |

### Por deporte
| Evento                | Oro | Plata | Bronce | Total |
| --------------------- | --- | ----- | ------ | ----- |
| Atletismo             | 0   | 0     | 1      | 1     |
| Bádminton             | 0   | 0     | 2      | 2     |
| Esgrima               | 0   | 0     | 1      | 1     |
| Gimnasia              | 2   | 4     | 2      | 8     |
| Judo                  | 1   | 2     | 1      | 4     |
| Lucha                 | 0   | 1     | 0      | 1     |
| Natación              | 1   | 0     | 1      | 2     |
| Natación sincronizada | 1   | 0     | 1      | 2     |
| Tiro                  | 1   | 0     | 1      | 2     |
| Triatlón              | 0   | 1     | 0      | 1     |
| TOTAL                 | 6   | 8     | 10     | 24    |